# Katarína Roth Neveďalová
Katarína Roth Neveďalová (* 10. listopadu 1982 Nitra) je slovenská politička. Působí jako poslankyně Evropského parlamentu již druhé volební období. Byla členkou Pokrokového spojenectví socialistů a demokratů (S&D).

## Politické působení
Od mládí působila v různých mládežnických organizacích, čímž se dostala i do politiky a v době svého prvního zvolení do Evropského parlamentu se stala historicky nejmladší slovenskou europoslankyní. Ve své práci vždy podporovala lepší zastoupení mladší generace v politice a snaží se, aby měl ve všech rozhodnutích silnější hlas. Bojuje za zrušení dětské práce a za slušné platy pro stážisty.
Během období 10 let byla místopředsedkyní Strany evropských socialistů a nyní je místopředsedkyní Socialistické internacionály (Socialist International).
Během historicky prvního slovenského předsednictví v Radě Evropské unie působila jako diplomatka na Stálém zastoupení SR v Bruselu, kde se věnovala kohezní politice a strukturálním fondům. Jako feministka s nadšením podporuje stejné postavení žen a mužů ve společnosti i v politice a je aktivní ve Výboru EP pro práva žen a rovnost pohlaví.

## Poslankyně Evropského parlamentu
Mezi lety 2009 a 2014 byla poslankyní Evropského parlamentu a členkou frakce Pokrokového spojenectví socialistů a demokratů (S&D). 
Do Evropského parlamentu se znovu vrátila koncem roku 2022, kdy převzala mandát po zesnulém Miroslavovi Čížovi. Zastává post stálé zpravodajky Výboru pro mezinárodní obchod pro Rusko a stálé stínové zpravodajky S&D pro Střední Asii. 
Členkou:
INTA – Výbor pro mezinárodní obchod
DCAR – Delegace v Parlamentním výboru EU – Cariforum
D-RU – Delegace ve Výboru pro parlamentní spolupráci EU – Rusko 
Náhradnice:
ECON – Hospodářský a měnový výbor
AGRI – Výbor pro zemědělství a rozvoj venkova
FEMM – Výbor pro práva žen a rovnost pohlaví
D-CN – Delegace pro vztahy s Čínskou lidovou republikou